# Acosmeryx mixtura
Acosmeryx mixtura är en fjärilsart som beskrevs av Walker 1861. Acosmeryx mixtura ingår i släktet Acosmeryx och familjen svärmare. Inga underarter finns listade i Catalogue of Life.